# Tabitha St. Germain
Tabitha St. Germain (Boston, 30 de octubre de 1964), anteriormente conocida como Paulina Gillis Germain  y también conocida como Tabitha o Kitanou St. Germain, es una actriz canadiense. Es conocida por su variedad de papeles en diversos espectáculos, incluyendo My Little Pony: La magia de la amistad.

## Carrera
St. Germain hizo la transición del trabajo en escenarios al trabajo de doblaje, y desde entonces se ha convertido en una de las actrices femeninas de doblaje más importantes en Vancouver.[cita requerida]

## Premios y nominaciones
Como Paulina Gillis, ganó un Premio Dora en 1995 por su actuación en Assassins, un musical de Stephen Sondheim.